# روهینی هاتانگادی
روهینی هاتانگادی (مراتی: रोहिणी हत्तंगडी؛ زادهٔ ۱۱ آوریل ۱۹۵۱) هنرپیشه تئاتر، سینما و تلویزیون اهل کشور هند است. وی از سال ۱۹۷۵ میلادی تاکنون مشغول فعالیت بوده است. از فیلم‌هایی تلویزیونی که وی در آن نقش داشته است می‌توان به گاندی اشاره کرد.

## فیلم‌شناسی
فهرست برخی از فیلم‌هایی که روهینی هاتانگادی در آنها به ایفای نقش پرداخته است:
- گاندی
- مرگ با شجاعت
- قربانی
- مونا قلدره
- من تنها، تو تنها
- مسیر آتش
- پاسخ
- هیرو هیرلال
- خاندان
- تبریک
- پادشاه بی‌نام
- گاهی نه گاهی
- قاضی
- غیرقانونی
- جلوه
- احضار موهان جوشی
- یک مالک
- اختلاف
- چه کسی عدالت را اجرا خواهد کرد؟
- معنی
- ثروتمندی و فقیری
- راما، تو خواهی آمد
- قرض
- صدمه
- چرا آلبرت پینتو عصبانی میشه؟
- جشن بزرگ
- گانش
- خانه
- شیردی سای
- برادر کسی عشق کسی
- تاک یاس در حیاط
- اکنون عدالت برقرار خواهد شد
- زلزله
- بیلو پادشاه
- بحران دین

## جوایز
وی همچنین برنده جوایزی همچون جوایز فیلم‌فیر شده است.